# Wołowa Galeria

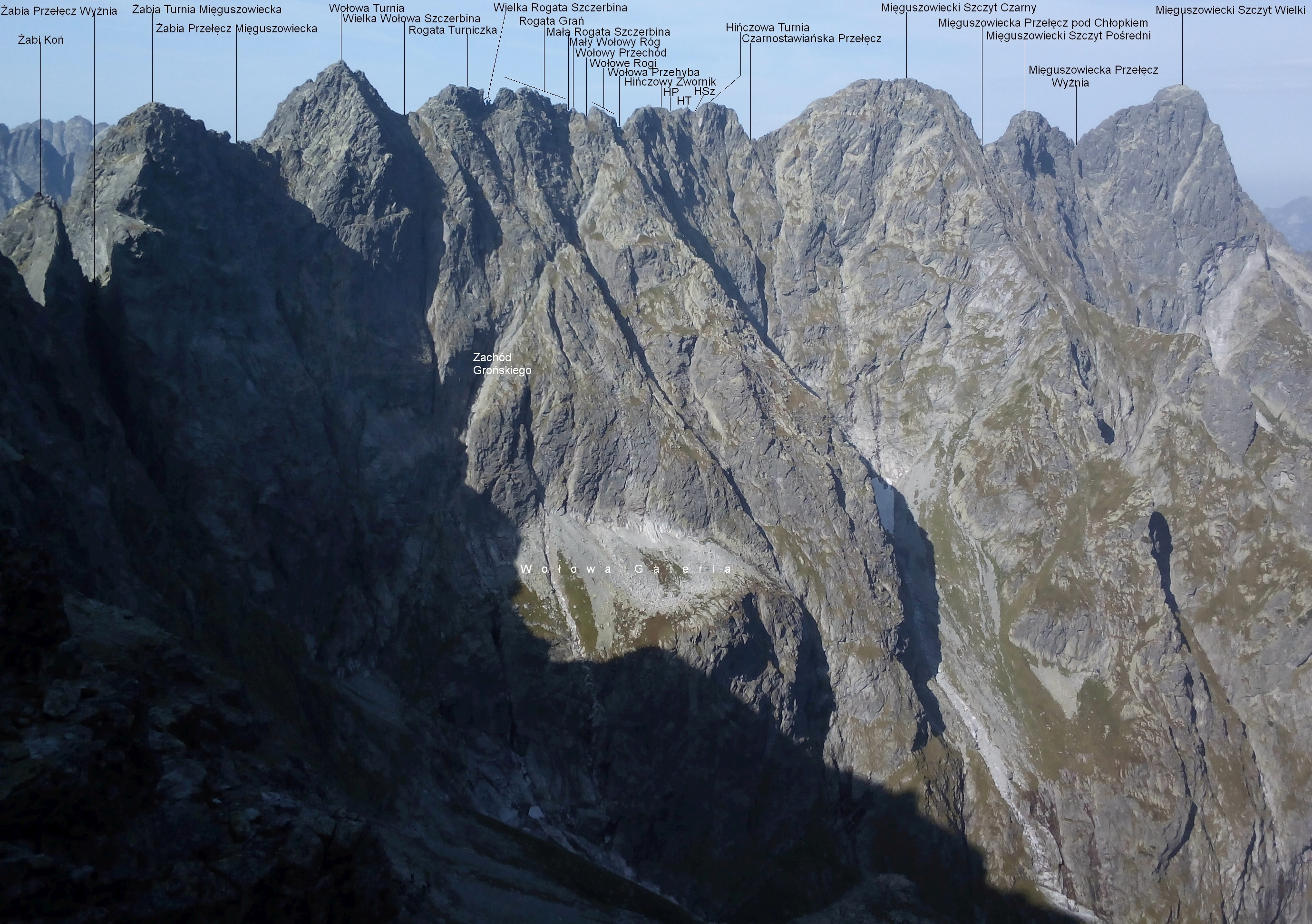
Widok z Niżnich Rysów

Wołowa Galeria – wielki, pochyły taras na północnej ścianie Wołowego Grzbietu w polskich Tatrach Wysokich. Jest piarżysty, ma długość około 200 m, szerokość 50 m i znajduje się w środkowej części Wołowego Grzbietu na wysokości około 2020–2050 m. Nachylony jest ku północnemu wschodowi, a różnica wysokości między jego dolną i górną krawędzią wynosi około 30 m. Górną krawędź Wołowej Galerii tworzy ściana Wołowej Kazalnicy. Dolna krawędź tarasu miejscami jest obcięta bardzo równo. Z prawej strony (patrząc od dołu) ograniczenie tarasu tworzy Komin Węgrzynowicza, z lewej strony płyty na których zanika Komin Stanisławskiego opadający z Wielkiej Wołowej Szczerbiny.
Przez lewą (patrząc od dołu) część Wołowej Galerii biegnie rynna o szerokości około 3 m i podobnej głębokości. Zbudowana jest ze sklejonych piaskiem otoczaków. Rynna znajduje się na przedłużeniu najgłębszej depresji Wołowej Kazalnicy. W dolnej części przekształca się biały, wygładzony ściek. Znajduje się on w odległości około 30 m od pionowego komina stanowiącego dolne przedłużenie Komina Stanisławskiego.  
Przez całą długość Wołowej Galerii biegnie droga wspinaczkowa Z Zachodu Grońskiego do Komina Węgrzynowicza (II w skali UIAA, czas przejścia 15 min). Do Galerii można dojść  także Drogą Przewodników (V, miejsce V+, 2 godz.). Jej punktem startowym jest podstawa ściany w odległości od kilku do kilkunastu metrów na lewo od białego ścieku na przedłużeniu rynny Wołowej Galerii. Przejście dwoma wyciągami. 
Wołowa Galeria jest punktem startowym dla dwóch dróg na północnej ścianie Wołowej Turni.